# Chemnitzer Filmwerkstatt

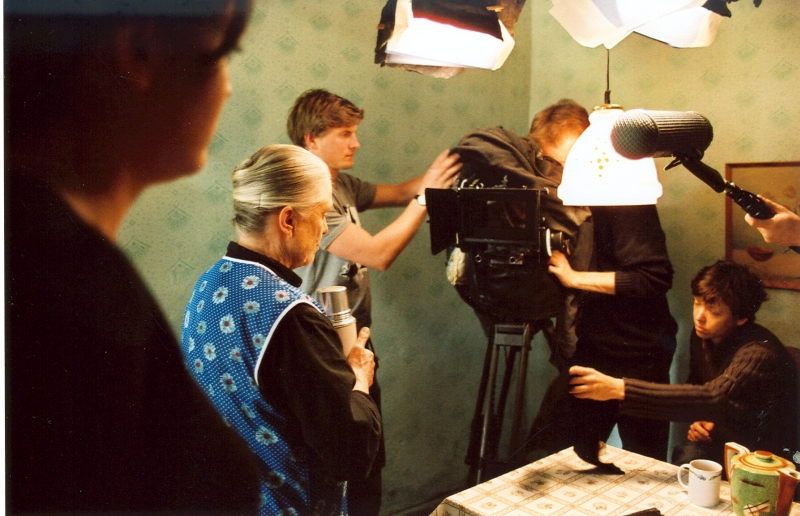
Dreharbeiten „Im Sommer“

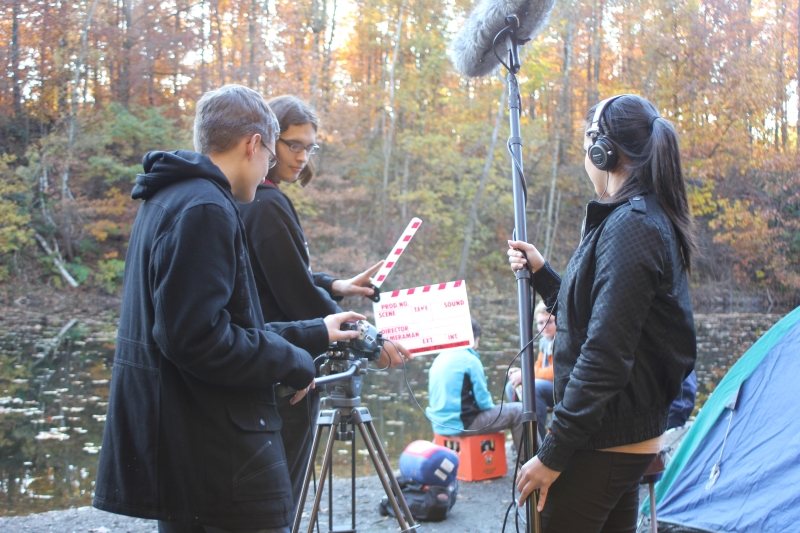
AG Young Guns

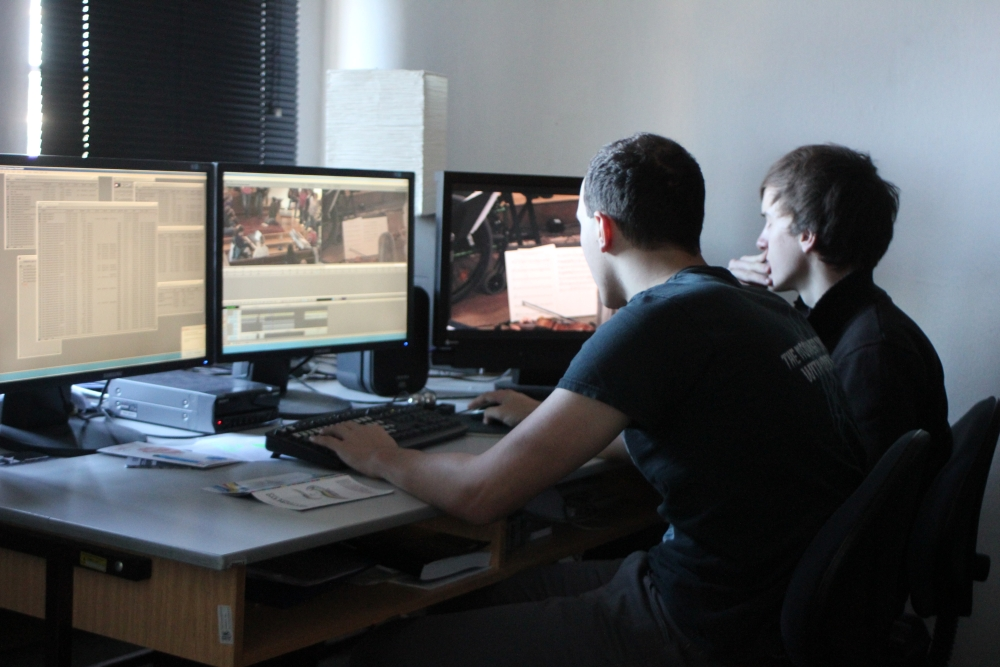
Jugendliche am Schnittplatz

Die Chemnitzer Filmwerkstatt e.V. ist eine medienpädagogische Einrichtung in Chemnitz, die den filmischen Nachwuchs in der Stadt fördert. Der Verein wurde 1991 gegründet und ist seit 1994 anerkannter „Freier Träger der Jugendhilfe“. Sitz der Chemnitzer Filmwerkstatt ist das Clubkino Siegmar, das der Verein 1996 in freier Trägerschaft übernommen hat.

## Arbeitsweise
Mit der Filmwerkstatt wurde ein regionaler Anlaufpunkt für den film- und videointeressierten Nachwuchs und somit auch die Entdeckung und Förderung junger Talente geschaffen. Dieses Modell der frühestmöglichen kontinuierlichen Förderung und Vernetzung ohne künstlerischen bzw. kommerziellen Zwang hat inzwischen bundesweit zahlreiche Nachahmer gefunden, insbesondere seitdem sich zahlreiche Zöglinge der Filmwerkstatt in Filmhochschulen und großen Produktionen wiederfinden lassen und ihre Projekte auf nationalen und internationalen Festivals sowie im deutschen Fernsehen präsent sind. Typisch für die Kultur der „Filmwerkstättler“ ist, dass sie auch als Profis immer wieder gern in ihre Heimatstadt zurückkehren und dort Projekte mit ehemaligen Mitstreitern oder dem interessierten Filmnachwuchs realisieren. Gefördert werden diese Vorhaben häufig von verschiedenen öffentlichen Trägern, insbesondere der Stadt Chemnitz.
Das Team der Filmwerkstatt besteht aus erfahrenen Filmemachern und Medienpädagogen, die allen Interessierten die Chance geben, ihre filmischen Ideen umzusetzen oder sich im breiten Feld der Film- und Videoproduktion weiterzubilden und Erfahrungen zu sammeln – zum Beispiel durch Praktika im Verein, Mediencamps oder Workshops zu verschiedenen Themen wie Drehbuchschreiben oder Animationsfilmen. Jeder Jugendliche erhält die Möglichkeit, in einer bereits bestehenden Videogruppe bzw. in einem bereits laufenden Projekt integriert zu werden und an weiteren Angeboten der Chemnitzer Filmwerkstatt teilzunehmen. Zudem ermöglicht der Verein Jugendlichen und jungen Erwachsenen, eigene Filmideen umzusetzen. Er unterstützt sie zum Beispiel bei der Beantragung von Fördergeldern, hilft beim Verfassen der Drehbücher und stellt Technik zur Verfügung.
Die Chemnitzer Filmwerkstatt bietet auch Videoprojekte an Schulen und anderen soziokulturellen und pädagogischen Einrichtungen an. Hier lernen die Teilnehmer die einzelnen Schritte der Videoproduktion, angefangen beim Drehbuchschreiben bis hin zum digitalen Schnitt, kennen. Die Teilnehmer erstellen so auf Grundlage ihrer Ideen ihren eigenen Kurzfilm, die nicht selten auch Abbild ihres Lebensumfeldes, ihrer Gedanken, Gefühle und Wünsche sind.
Da die Filmwerkstatt ihren Sitz im Gebäude des Clubkino Siegmar hat, haben die Filmemacher nach Fertigstellung ihrer Projekte die Chance, ihre Produktionen im Rahmen von Sonderveranstaltungen wie der „Videoline“ und der Kurzfilmnacht dem Publikum zu präsentieren. Ebenso veranstaltet die Filmwerkstatt monatlich mit „Zelluloid“ eine Reihe im Schauspielhaus Chemnitz.

## Geschichte
Der Verein Chemnitzer Filmwerkstatt e.V. wurde im September 1991 auf Initiative der Chemnitzer Hobby-Filmemacher Ralf Glaser und Lutz Zoglauer gegründet. Jugendliche aus dem englischen Manchester (Organisation „Counter Image“) suchten für eine Filmproduktion Partner in Chemnitz, dem „sächsischen Manchester“. Das Jugendamt der Stadt Chemnitz kontaktierte daraufhin Ralf Glaser, der bereits zu DDR-Zeiten 16-mm-Filme gedreht hatte. 1992 fand der erste Filmworkshop mit einem Austauschprojekt Chemnitz-Manchester statt und mündete im ersten Kurzfilm der Filmwerkstatt, „So what“. Im November 1992 bezog der Verein eigene Räume im Soziokulturellen Zentrum Kraftwerk e.V. Im August 1994 schloss sich die Filmwerkstatt mit dem im November 1992 gegründeten medienpädagogischen Projekt „Medienwerkstatt“ im Kinder- und Jugendhaus Richard-Wagner-Straße zusammen. Seit 1994 ist der Verein anerkannter „Freier Träger der Jugendhilfe“. Beate Kunath und Ralf Glaser leiteten den Verein.
Im August 1996 übernahm die Chemnitzer Filmwerkstatt das Clubkino Siegmar in Vereinsträgerschaft und rettete es damit vor der Schließung. Seitdem arbeitet der Verein in der zweiten Etage des denkmalgeschützten Clubkino-Gebäudes.
Im Herbst 2011 beging die Filmwerkstatt mit einer Festwoche ihr 20-jähriges Bestehen.

## Festivalteilnahmen und Preise (Auswahl)
- „Short Film“ (Regie: Olaf Held): Deutscher Kurzfilmpreis 2013: Gewinner in der Kategorie Spielfilm bis 7 Minuten Laufzeit
- „Traumgestalten - Anna“ (Regie: Erik Wiesbaum): CLIPAWARD – 8. Internationales Low & No Budget Kurzfilmfestival 2013
- „20 Traummacher“ (Regie: Vahid Monjezi): Filmfest Dresden 2012
- „Nachgehakt Spezial“ (Regie: David Hoffmann): Internationale Kurzfilmtage Oberhausen 2012
- „Salon Jakubeit“ (Regie: Lars Neuenfeld): Filmfest Dresden 2011
- „Stimmen“ (Regie: Klaus-Gregor Eichhorn): Unicato-Award „Bester Spielfilm“ des MDR
- „Drei Patienten“ (Regie: Klaus-Gregor Eichhorn): Neiße-Filmfestival 2011
- „Daheim“ (Regie: Olaf Held): Internationales Kurzfilm-Festival Hamburg 2011 – Jurypreis Dt. Wettbewerb, Filmfest Dresden 2012, Festival du Court-Métrage de Clermont-Ferrand 2012, 8th Prague Short Film Festival 2013 – Hauptpreis der Jury im internationalen Wettbewerb
- „Im Sommer sitzen die Alten“ (Regie: Beate Kunath): Teilnahme Queersicht Bern/Schweiz 2009, Lesbisch Schwule Filmtage Hamburg 2009, lesbisch-schwules Filmfestival Bremen 2009, Nominierung für den IRIS PRIZE in Cardiff/Großbritannien 2009, Frauenfilmfestival Elles Tournent Brüssel/Belgien 2009, Circuit – Internationales Kurzfilmfestival Venedig/Italien 2009, QFestival Jakarta/Indonesien 2009, MIX Milano/Italien 2009, lesbisch-schwules Filmfestival Turin/Italien 2009, Filmfest Dresden 2009
- „Vatertag“ (Regie: Olaf Held): Filmfest Dresden 2010: Goldener Reiter Kurzspielfilm – Nationaler Wettbewerb; Kurzsuechtig Leipzig 2010: Lobende Erwähnung der Jury
- „Forbidden Fruit“ (Regie: Sue Maluwa-Bruce und Beate Kunath): Teddy Award 2001

## Auszeichnungen für medienpädagogische Projekte
- 2007: 2. Platz Medienpädagogischer Preis der Sächsischen Landesanstalt für privaten Rundfunk und neue Medien (SLM)
- 2008: 3. Platz Medienpädagogischer Preis der SLM
- 2008: 1. Platz Heimat (er-)finden des Sächsischen Landesjugendamts/Soziokultureller Landesverband
- 2011: 3. Platz Medienpädagogischer Preis der SLM
- 2020: Medienpädagogischer Preis der SLM in der Kategorie „Bestes Medienkompetenzprojekt mit Kindern“ für das Projekt „Steine im Kopf“
- 2021: Medienpädagogischer Preis der SLM in der Kategorie „Bestes Medienkompetenzprojekt für ältere Jugendliche und junge Erwachsene“ für das Projekt „Der NSU im Heckert-Gebiet“
- 2021: Förderpreis für junges Kino der DEFA-Stiftung[3]
- 2023: Medienpädagogischer Preis der SLM in der Kategorie „Bestes Medienbildungsangebot für/mit Jugendliche/n“ für das Projekt „Gedenken – ein Sommer der Begegnung“[4]
- 2024: Medienpädagogischer Preis der SLM in der Kategorie „Bestes Medienbildungsangebot mit Erwachsenen“ für das Projekt „Heymkehr“ [5]

## Weblink
- Filmwerkstatt Chemnitz e.V.